# アクロポリス・ラリー
アクロポリス・ラリー（Acropolis Rally）は、ギリシャで開催される世界ラリー選手権 (WRC) の伝統的な一戦。

## 概要
1951年に初開催、1973年のWRC創設よりカレンダーに加わり、1974年のオイルショック、2010年のローテーション制による休止を除いて毎年開催されてきた。2014年からWRCのカレンダーから外れ、2018年までヨーロッパラリー選手権 (ERC) の1戦として開催された。
その後は新型コロナウイルス感染症の流行の影響により開催中止となったラリー・チリの代替イベントとして、8年ぶりにカレンダー復帰する。

## 特徴
イベントはパルテノン神殿の近くからスタートする。全体的にダスティーなグラベルのSSが多い。路面に大粒の尖った石が散乱しているため足回りやタイヤにダメージを負いやすく、往時のサファリラリーと並んで「カーブレイクラリー」として知られる（日本では悪路ポリスという俗称もあり、さらにはその上で｢ポリス(polis)｣の語を警察(police)と引っ掛けて過酷さを強調するネタまで存在する）。レギュレーションにおいても、このイベントのみ使用可能なタイヤ本数が1本多く認められている。2000年代に入ってから年々フラットな路面になってきてはいるものの、余りコストをかけずに参戦するマニュファクチャラーのなかにはこのラウンドを回避するメーカーも過去少なからず存在した。
WRCの年間カレンダーでは夏季前位に開催する事が多く、例年灼熱のなかステージをまわる。エアコンのないラリーカーでは車内温度が50度以上に達し、エンジンの冷却にも支障をきたす。
2005年と2006年にはアテネ・オリンピックスタジアム内に特設コースを作り、大観衆の前でスーパーSSを行なった。

## 歴代優勝者
| 年     | 優勝者                   | 優勝者                           | 車輌                                 |
| 年     | ドライバー               | コ・ドライバー                   | 車輌                                 |
| ------ | ------------------------ | -------------------------------- | ------------------------------------ |
| 1951   | Petros Peratikos         | フィアット・1400                 |                                      |
| 1952   | Johnny Pesmatzoglou      | シボレー・デラックス             |                                      |
| 1953   | Nikos Papamichail        | ジャガー・XK120                  |                                      |
| 1954   | Pétros Papadópoulos      | Opel Rekord                      |                                      |
| 1955   | Johnny Pesmatzoglou      | Opel Kapitän                     |                                      |
| 1956   | Walter Shock             | メルセデス・ベンツ・300 SL       |                                      |
| 1957   | Jean-Pierre Estager      | フェラーリ・250 GT               |                                      |
| 1958   | Luigi Villoresi          | Lancia Aurelia B20 GT            |                                      |
| 1959   | Wolfgang Levy            | Auto Union 1000                  |                                      |
| 1960   | Walter Shock             | Rolf Moll                        | Mercedes-Benz 220 SE                 |
| 1961   | Erik Carlsson            | Walter Karlsson                  | Saab 96                              |
| 1962   | Eugen Böhringer          | Peter Lang                       | Mercedes-Benz 220 SE                 |
| 1963   | Eugen Böhringer          | Rolf Knoll                       | Mercedes-Benz 300 SE                 |
| 1964   | Tom Trana                | Gunnar Thermanius                | ボルボ・PV 544                       |
| 1965   | Carl-Magnus Skogh        | Lennart Berggren                 | Volvo Amazon 122S                    |
| 1966   | Bengt Söderström         | Gunnar Palm                      | Ford Cortina Lotus                   |
| 1967   | Paddy Hopkirk            | Ron Crellin                      | Mini Cooper S                        |
| 1968   | Roger Clark              | Jim Porter                       | Ford Escort Twin Cam                 |
| 1969   | Pauli Toivonen           | Martti Kolari                    | ポルシェ・911 S                      |
| 1970   | Jean-Luc Thérier         | Marcel Callewaert                | Alpine-Renault A110 1600             |
| 1971   | Ove Andersson            | Arne Hertz                       | Alpine-Renault A110 1600             |
| 1972   | Håkan Lindberg           | Helmut Eisendle                  | Fiat 124 Sport Spider                |
| 1973年 | ジャン＝リュック・テリエ | Christian Delferrier             | アルピーヌ・ルノーA110 1800          |
| 1975年 | ワルター・ロール         | ヨッヘン・ベルガー               | オペル・アスコナ                     |
| 1976年 | ハリ・カルストローム     | クラエス＝ゴーラン・アンダーソン | ダットサン・160J                     |
| 1977年 | ビョルン・ワルデガルド   | ハンス・ソルセリウス             | フォード・エスコートRS1800           |
| 1978年 | ワルター・ロール         | クリスチャン・ガイストドルファー | フィアット・131アバルト              |
| 1979年 | ビョルン・ワルデガルド   | ハンス・ソルセリウス             | フォード・エスコートRS1800           |
| 1980年 | アリ・バタネン           | デビッド・リチャーズ             | フォード・エスコートRS1800           |
| 1981年 | アリ・バタネン           | デビッド・リチャーズ             | フォード・エスコートRS1800           |
| 1982年 | ミシェル・ムートン       | ファブリツィア・ポンズ           | アウディ・クワトロ                   |
| 1983年 | ワルター・ロール         | クリスチャン・ガイストドルファー | ランチア・ラリー037                  |
| 1984年 | スティグ・ブロンクビスト | ビョルン・セダーベルグ           | アウディ・クワトロA2                 |
| 1985年 | ティモ・サロネン         | セッポ・ハルヤンヌ               | プジョー・205ターボ16E2              |
| 1986年 | ユハ・カンクネン         | ユハ・ピロネン                   | プジョー・205ターボ16E2              |
| 1987年 | マルク・アレン           | イルッカ・キビマキ               | ランチア・デルタHF 4WD               |
| 1988年 | ミキ・ビアシオン         | ティツィアーノ・シヴィエロ       | ランチア・デルタHFインテグラーレ     |
| 1989年 | ミキ・ビアシオン         | ティツィアーノ・シヴィエロ       | ランチア・デルタHFインテグラーレ     |
| 1990年 | カルロス・サインツ       | ルイス・モヤ                     | トヨタ・セリカGT-FOUR                |
| 1991年 | ユハ・カンクネン         | ユハ・ピロネン                   | ランチア・デルタHFインテグラーレ 16V |
| 1992年 | ディディエ・オリオール   | ベルナール・オセッリ             | ランチア・デルタHFインテグラーレ     |
| 1993年 | ミキ・ビアシオン         | ティツィアーノ・シヴィエロ       | フォード・エスコートRSコスワース     |
| 1994年 | カルロス・サインツ       | ルイス・モヤ                     | スバル・インプレッサ555              |
| 1995年 | Aris Vovos               | Kóstas Stefanis                  | ランチア・デルタHFインテグラーレ     |
| 1996年 | コリン・マクレー         | デレック・リンガー               | スバル・インプレッサ555              |
| 1997年 | カルロス・サインツ       | ルイス・モヤ                     | フォード・エスコートWRC              |
| 1998年 | コリン・マクレー         | ニッキー・グリスト               | スバル・インプレッサWRC              |
| 1999年 | リチャード・バーンズ     | ロバート・レイド                 | スバル・インプレッサWRC              |
| 2000年 | コリン・マクレー         | ニッキー・グリスト               | フォード・フォーカスWRC              |
| 2001年 | コリン・マクレー         | ニッキー・グリスト               | フォード・フォーカスWRC              |
| 2002年 | コリン・マクレー         | ニッキー・グリスト               | フォード・フォーカスWRC              |
| 2003年 | マルコ・マルティン       | マイケル・パーク                 | フォード・フォーカスWRC              |
| 2004年 | ペター・ソルベルグ       | フィル・ミルズ                   | スバル・インプレッサWRC              |
| 2005年 | セバスチャン・ローブ     | ダニエル・エレナ                 | シトロエン・クサラWRC                |
| 2006年 | マーカス・グロンホルム   | ティモ・ラウティアイネン         | フォード・フォーカスWRC              |
| 2007年 | マーカス・グロンホルム   | ティモ・ラウティアイネン         | フォード・フォーカスWRC              |
| 2008年 | セバスチャン・ローブ     | ダニエル・エレナ                 | シトロエン・C4 WRC                   |
| 2009年 | ミッコ・ヒルボネン       | ヤルモ・レーティネン             | フォード・フォーカスWRC              |
| 2011年 | セバスチャン・オジェ     | ジュリアン・イングラシア         | シトロエン・DS3 WRC                  |
| 2012年 | セバスチャン・ローブ     | ダニエル・エレナ                 | シトロエン・DS3 WRC                  |
| 2013年 | ヤリ＝マティ・ラトバラ   | ミイカ・アンティラ               | フォルクスワーゲン・ポロ R WRC       |
| 2014年 | クレイグ・ブリーン       | スコット・マーティン             | プジョー・208 T16 R5                 |
| 2015年 | カエタン・カエタノビッチ | ヤロスラヴ・バラン               | フォード・フィエスタR5               |
| 2016年 | ラルフス・シルマシス     | アルトゥールス・シミンス         | シュコダ・ファビアR5                 |
| 2017年 | カエタン・カエタノビッチ | ヤロスラヴ・バラン               | フォード・フィエスタR5               |
| 2018年 | ブルーノ・マガラエス     | ヒューゴ・マガラエス             | シュコダ・ファビアR5                 |
| 2019年 | 開催されず               | 開催されず                       | 開催されず                           |
| 2020年 | 開催されず               | 開催されず                       | 開催されず                           |
| 2021年 | カッレ・ロバンペラ       | ヨンネ・ハルットゥネン           | トヨタ・ヤリスWRC                    |
| 2022年 | ティエリー・ヌービル     | マルティン・ウィダグ             | ヒョンデ・i20 N ラリー1              |
| 2023年 | カッレ・ロバンペラ       | ヨンネ・ハルットゥネン           | トヨタ・GRヤリス ラリー1             |
| 2024年 | ティエリー・ヌービル     | マルティン・ウィダグ             | ヒョンデ・i20 N ラリー1              |
| 2024年 | オィット・タナック       | マルティン・ヤルヴェオヤ         | ヒョンデ・i20 N ラリー1              |

- 1995年はFIA2リッターワールドカップ (W2L) として開催。